# (6397) 1991 BJ
1991 بي جاي (ويعرف أيضًا باسم (6397) 1991 بي جاي وفق تسمية الكوكب الصغير) (بالإنجليزية: 1991 BJ)‏ هو كويكب ضمن حزام الكويكبات؛ وترتيبه 6397 من حيث الاكتشاف.
اكتُشف هذا الجُرم الفلكي بواسطة Tsutomu Hioki ‏ في 17 يناير 1991.

## وصلات خارجية
- (6397) 1991 BJ في قاعدة بيانات مختبر الدفع النفاث لأجرام النظام الشمسي الصغيرة

- الاكتشاف · مخطط المدار ·  العناصر المدارية · المعلمات المادية

- (6397) 1991 BJ على موقع ويكي سكاي: DSS2, SDSS, GALEX, IRAS, Hydrogen α, X-Ray, Astrophoto, Sky Map, Articles and images